# فابیان بالبوئنا
فابیان بالبوئنا (اسپانیایی: Fabián Balbuena‎؛ زادهٔ ۲۳ اوت ۱۹۹۱) یک بازیکن فوتبال اهل پاراگوئه است.
از باشگاه‌هایی که در آن بازی کرده‌است می‌توان به باشگاه فوتبال کورینتیانس، باشگاه فوتبال ناسیونال پاراگوئه و باشگاه فوتبال لیبرتاد اشاره کرد.
وی همچنین در تیم ملی فوتبال پاراگوئه بازی کرده‌است.